# Gustav Otto Kanter
Gustav Otto Kanter (* 9. Januar 1927 in Ludwigshafen am Rhein; † 29. August 2018 in Köln) war ein deutscher Pädagoge.

## Leben
Kanter beantragte am 20. Februar 1944 die Aufnahme in die NSDAP und wurde zum 20. April desselben Jahres aufgenommen (Mitgliedsnummer 10.142.780). Nach der Promotion 1966 zum Dr. rer. nat. in Marburg nahm er 1967 den Ruf auf eine H3-Professur für Psychologie mit dem Schwerpunkt Pädagogische Psychologie an der Pädagogischen Hochschule Lüneburg an. 1970 wechselte er auf einen Lehrstuhl für Pädagogik der Lernbehinderten und der Geistigbehinderten an der Pädagogischen Hochschule Rheinland, Abteilung für Heilpädagogik in Köln, später an der Universität zu Köln.
Kanter starb 2018 im Alter von 91 Jahren und wurde auf dem Kölner Südfriedhof beigesetzt.

## Ehrungen
- 1982: Ehrendoktor der FernUniversität in Hagen
- 1988: Bundesverdienstkreuz 1. Klasse
- 1994: Ehrendoktor der Universität Potsdam

## Schriften (Auswahl)
- Experimentelle Untersuchungen zu Problemen der Lernbehinderung bei Sonderschülern. Marburg 1967, OCLC 40381463.
- als Herausgeber mit Hanno Langenohl: Unterrichtstheorie und Unterrichtsplanung. Mit mehreren Abbildungen und Tabellen. Berlin 1975, ISBN 3-7864-1933-7.
- als Herausgeber mit Hanno Langenohl: Didaktik des Deutschunterrichts. Berlin 1975, ISBN 3-7864-1934-5.
- als Herausgeber mit Hanno Langenohl: Didaktik des Mathematikunterrichts. Berlin 1980, ISBN 3-7864-1935-3.